# Commission de codification des lois civiles du Bas-Canada

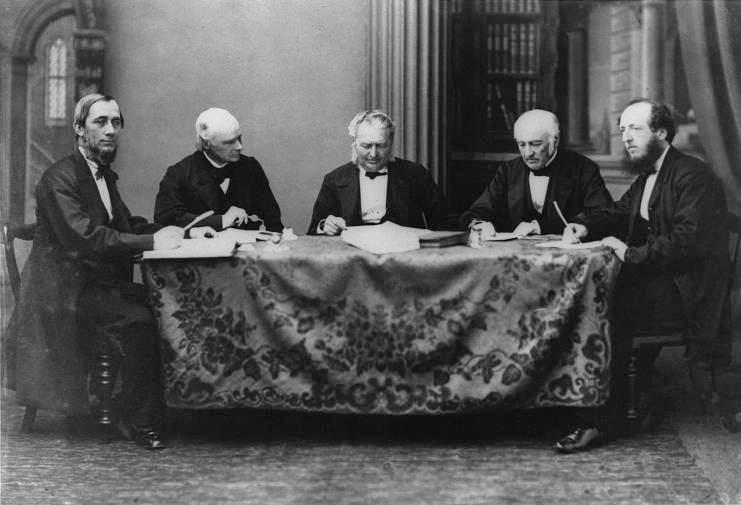
Réunion de la Commission vers 1865. De gauche à droite : Joseph-Ubalde Beaudry (secrétaire), les trois commissaires, Charles Dewey Day, René-Édouard Caron et Augustin-Norbert Morin, et le secrétaire, Thomas McCord.

La Commission de codification des lois civiles du Bas-Canada est une commission créé en 1857 pour codifier les lois applicables en droit privé au Canada-Est. Elle était présidé par le juge René-Édouard Caron.
La Commission a mené plus de cinq ans de travaux qui ont abouti par l'adoption, par le Parlement de la province du Canada, du Code civil du Bas-Canada et du Code de procédure civile du Bas-Canada.

## Composition
La loi créant la commission prévoyait 3 postes de commissaires et 2 postes de secrétaire (l'un francophone et l'autre anglophone).
| Nom                    | Occupation                                                 | Poste à la commission                     | Mandat             |
| ---------------------- | ---------------------------------------------------------- | ----------------------------------------- | ------------------ |
| René-Édouard Caron     | Juge de la Cour du banc de la Reine, à Québec              | Président et commissaire                  | 4 février 1859 -   |
| Charles Dewey Day      | Juge de la Cour supérieure, à Montréal                     | Commissaire                               | 4 février 1859 -   |
| Augustin-Norbert Morin | Juge de la Cour supérieure, à Québec                       | Commissaire                               | 4 février 1859 -   |
| Joseph-Ubalde Beaudry  | Greffier de la Cour d'appel                                | Secrétaire francophone                    | 10 février 1859    |
| Joseph-Ubalde Beaudry  | Greffier de la Cour d'appel                                | Commissaire (remplaçant Morin)            | 7 août 1865 -      |
| Thomas Kennedy Ramsay  | Avocat à Montréal                                          | Secrétaire                                | 10 février 1859 -  |
| Thomas McCord          | Avocat à Montréal                                          | Secrétaire anglophone (remplaçant Ramsay) | 19 novembre 1862 - |
| Louis-Siméon Morin     | Avocat à Montréal Ancien Solliciteur général du Bas-Canada | Secrétaire (remplaçant Beaudry)           | 7 août 1865 -      |

## Mandat
La commission a pour mandat d'écrire deux codes : un Code civil du Bas-Canada qui comprend les lois civiles et commerciales du Canada-Est et un Code de procédure civile du Bas-Canada pour les lois touchant la procédure. Les commissaires avaient explicitement pour mandant de s'inspirer de trois codes français : le Code civil, le Code de commerce et le Code de procédure civile.
Les codes devaient être rédigés en anglais et en français, ce qui était déjà le cas pour les autres lois applicables au Canada-Est.
S’attachant aux sources du droit du Bas-Canada, les commissaires du Code civil du Bas Canada édifièrent un droit civil rationalisé en s’appuyant largement sur le Code civil français de 1804 dont la structure fût largement reprise. Les commissaires exposent tout d’abord « une courte explication de leur mode général de procéder et des raisons qui, dans le cours de ce travail leur ont fait adopter certaines règles et recommander des changements » (Code civil du Bas-Canada, premier, second et troisième rapports, p. 7).
Le premier rapport traite des obligations et « contient les principes fondamentaux sur lesquels repose une grande partie des droits et des obligations civiles » (Id.). S'ils reprennent le Code Napoléon, ils se montrant critiquent envers celui-ci à de nombreuses reprises, comme Donald Fyson, Sylvio Normand et David Gilles l'ont montré dans leurs publications.
« [C]ette grande œuvre, avec tous ces mérites, n’est pas toujours heureuse dans la classification des matières, et parfois elle nous offre une rédaction incertaine, qui donne lieu à des interprétations différentes et qui, quelquefois, semblent contradictoires »Code civil du Bas-Canada, premier, second et troisième rapports, p. 7. "Critiquant et complétant le Code français, les commissaires n’hésitent pas à écarter certains articles français comme les articles 1101 à 1106 du Code Napoléon, ceux-ci contenant des définitions qui ne peuvent être que difficilement rendues exactes, qui sont incomplètes et inutiles selon ces derniers".

## Rapports des commissaires
Les commissaires indiquent, dans leur second rapport, l’attitude qu’ils entendent adopter face au Code Napoléon :

« Le Code Napoléon est, avec raison, considéré comme un chef d’œuvre dans son genre; aussi l’a-t-on adopté, soit dans son entier, soit avec des modifications plus ou moins considérables, dans tous les pays, où, depuis sa confection, l’on s’est occupé de codification; il était donc naturel, à raison de la similitude de nos lois avec celles de la France à l’époque où elles y furent codifiées, qu’on nous donnât son code pour modèle et qu’on l’indiquât comme base de celui que l’on voulait faire. Quoique cette similitude ait été assez notablement altérée par le nouveau code, elle était encore assez grande pour qu’il fût possible, sans trop de risque, de permettre aux Commissaires d’en adopter les dispositions qu’ils auraient approuvées, en retranchant, en altérant celles dont l’expérience en France ou ailleurs a démontré l’inutilité ou la défectuosité et en y intercalant celles que nos lois et nos circonstances particulières peuvent requérir. Cette manière de procéder, si elle eût été permise, aurait rendu la tâche comparativement légère. Mais la Législature ne l’a pas voulu; elle a bien, à la vérité, indiqué le code français pour modèle quant au plan à suivre, à la division des matières et aux détails à fournir sur chaque sujet; mais tout cela n’est qu’accessoire et ne regarde que la forme; quant au fond, il est ordonné que le code à faire se composera exclusivement de nos propres lois. Ce qui est loi en force doit y être inclus; ce qui ne l’est pas doit en être exclu et peut tout au plus être proposé comme altération admissible »

Comme l'a relevé D. Gilles, « Dans le rapport sur le titre des obligations du Code civil du Bas-Canada, sur deux cents articles régissant les obligations, les auteurs renvoient cent soixante-quatorze fois à Pothier dans l’établissement des formules du Code, alors que quatre-vingt-quatorze articles trouvent leur inspiration – pour partie – dans les dispositions des Lois Civiles" de Jean Domat »

## Adoptions
Le 18 septembre 1865, le Parlement de la province du Canada adopte le Code civil du Bas-Canada. Il en fait de même en 15 août 1866 pour le Code de procédure civile du Bas-Canada.